# 戎装常委
戎装常委，是中国共产党地方党委的一种制度安排，指由解放军派员，参加当地党委会，并出任常委。省级党委由省级军区（首都卫戍区、直辖市警备区、省军区）派员；副省级市与地市级党委由警备区、军分区派员；县级党委由人武部派员。
另一方面，省级党委书记也会按惯例出任省级军区党委第一书记（并非“第一政委”）。
省级军区是在省一级行政区域设立的军队一级组织，隶属于不同的大军区，受军区和所在省级党委、政府的双重领导。省军区系统是同级党委的军事部、地方政府的兵役机构、当地驻军的协调机关。军方参加党委体现了党对军队的绝对领导。戎装常委由当地军方司令员、政委中的一人出任，通常按照任职先后顺序，由资历更深者担任。
军方常委要出席地方的党委常委会议，参与到地方重大事项的决策中。同时，负责协调军、地关系，协助地方的经济社会建设，如维稳、救灾、征兵、双拥、军转干安置等等。